# Jacqueline Baird
Jacqueline Baird (1 de abril en Northumberland, Inglaterra) es una escritora inglesa muy popular, autora de más de 30 novelas románticas desde 1988.

## Biografía
Jacqueline Baird nació el 1 de abril en Northumberland, un condado del norte de Inglaterra. Tuvo su primer éxito como escritora a la edad de 11 años, cuando ganó el primer premio en el Diario de la Naturaleza en la competencia anual en la escuela. 
A los 18 años, conoció a su marido Jim, con quien se casó ocho años más tarde. Han tenido dos hijos y viven en Northumberland.

## Premios
- Romantic Times Reviewers Choice Award 1998. Best Harlequin Presents
- Romantic Times Wishes
- Numerous Waldenbooks Series Best-seller List
- Numerous British Best-seller List

### Novelas
- Dark Desiring (1988)
- Shattered Trust (1990)
- Passionate Betrayal (1991)
- Dishonourable Proposal (1992)
- Guilty Passion (1992)
- Master of Passion (1993)
- Gamble on Passion (1994)
- Nothing Changes Love (1994)
- A Devious Desire (1995)
- The Valentine Child (1995)
- Raul's Revenge (1996)
- The Reluctant Fiancee (1997)
- Mistaken for a Mistress (1997)
- Giordanni's Proposal (1998)
- A Husband of Convenience (1999)
- Husband on Trust (2000)
- A Most Passionate Revenge (2000)
- Marriage at His Convenience (2001)
- The Italian's Runaway Bride (2001)
- The Greek Tycoon's Revenge (2002)
- Wife, Bought and Paid for (2002)
- At the Spaniard's Pleasure (2003)
- His Inherited Bride (2003)
- The Greek Tycoon's Love-child (2004)
- The Italian's Blackmailed Mistress (2006)
- Bought by the Greek Tycoon (2006)
- Aristides' Convenient Wife (2007)
- The Italian Billionaire's Ruthless Revenge (2008)

### Serie Multi-autor Italian Husbands
- Pregnancy of Revenge (2005)

### Colecciones
- Dark Desiring / Dishonourable Proposal (2004)

### Antología en colaboración
- Father Knows Last: High Risk, Guilty Passion (1996) (con Emma Darcy)
- Passion with a Vengeance (1998) (con Sara Craven y Emma Darcy)
- Her Baby Secret (1999) (con Lynne Graham y Day Leclaire)
- Father and Child (2000) (con Emma Darcy y Sandra Marton)
- Stranded in Paradise (2001) (con Liz Fielding y Miranda Lee)
- Passionate Playboys (2002) (con Amanda Browning y Lynne Graham)
- Her Greek Tycoon (2003) (con Lynne Graham y Kate Walker)
- Passion in Paradise (2004) (con Sara Craven y Cathy Williams)
- Hot Summer Loving (2004) (con Sandra Field y Miranda Lee)
- The Tycoon's Love Child (2005) (con Robyn Donald y Anne Mather)
- Red-Hot Revenge (2006) (con Lee Wilkinson y Cathy Williams)
- Convenient Weddings (2006) (con Helen Bianchin y Kathryn Ross)
- Millionaire's Mistress (2006) (con Lynne Graham y Cathy Williams)
- Seductive Spaniards (2007) (con Diana Hamilton)